# Port lotniczy Barysiai
Port lotniczy Barysiai (kod ICAO: EYSB, kod IATA HLJ) – port lotniczy zlokalizowany w miejscowości Barysiai (Litwa).

## Historia
Wybudowane w latach 1957–1959 we wschodniej części wsi Barysiai. W latach 1959–1992 r. funkcjonowało jako cywilne lotnisko dla miasta Szawle.